# Route nationale 665
Die Route nationale 665, kurz N 665 oder RN 665, war eine französische Nationalstraße, die von 1933 bis 1973 zwischen einer Kreuzung mit der Nationalstraße 655 westlich von Lavardac und einer Kreuzung mit der Nationalstraße 133 südlich von Houeillès verlief. Ihre Länge betrug 18 Kilometer.